# Automobiles Bardon

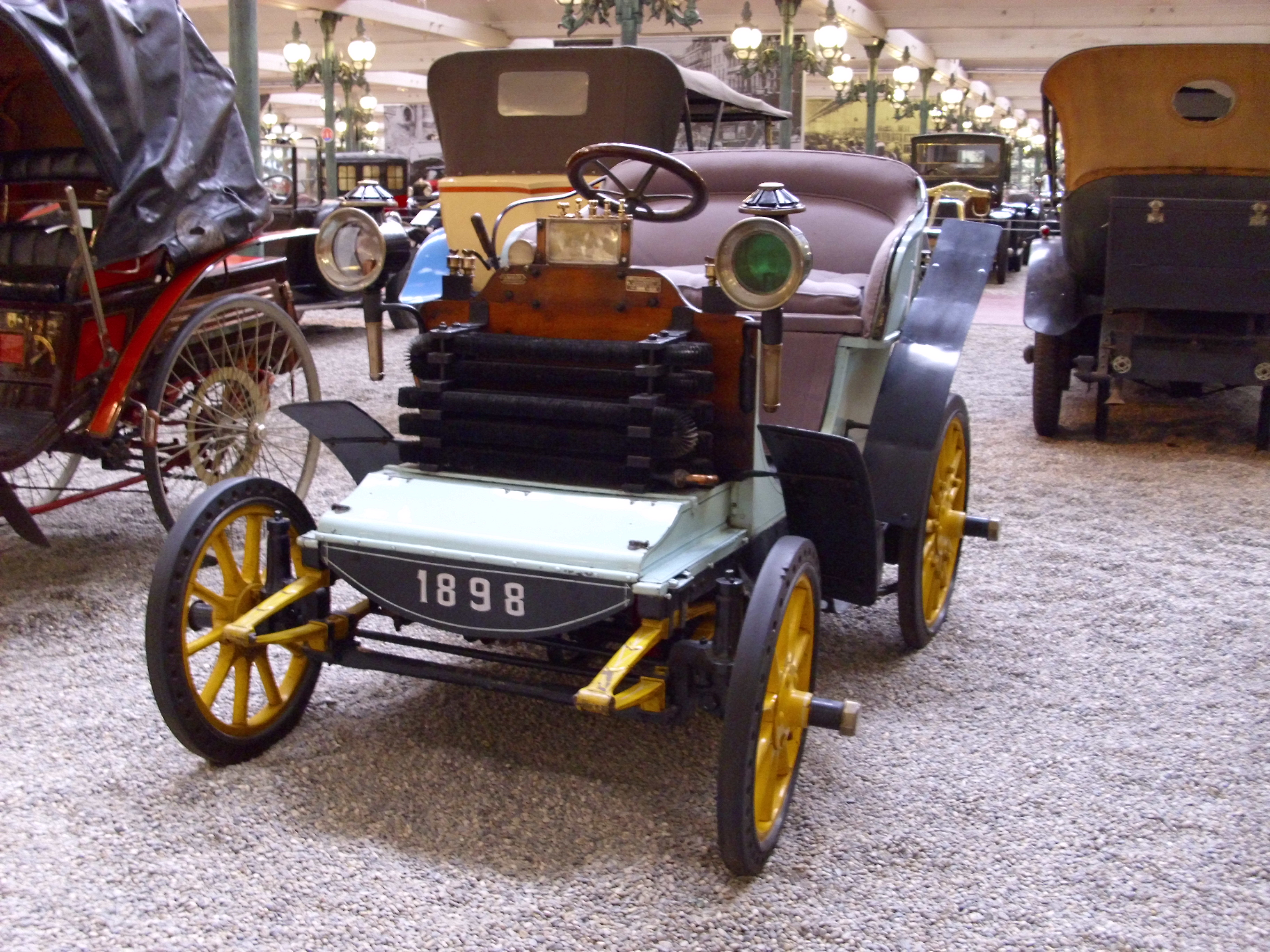
Bardon von 1899 in der Cité de l’Automobile – Musée National – Collection Schlumpf

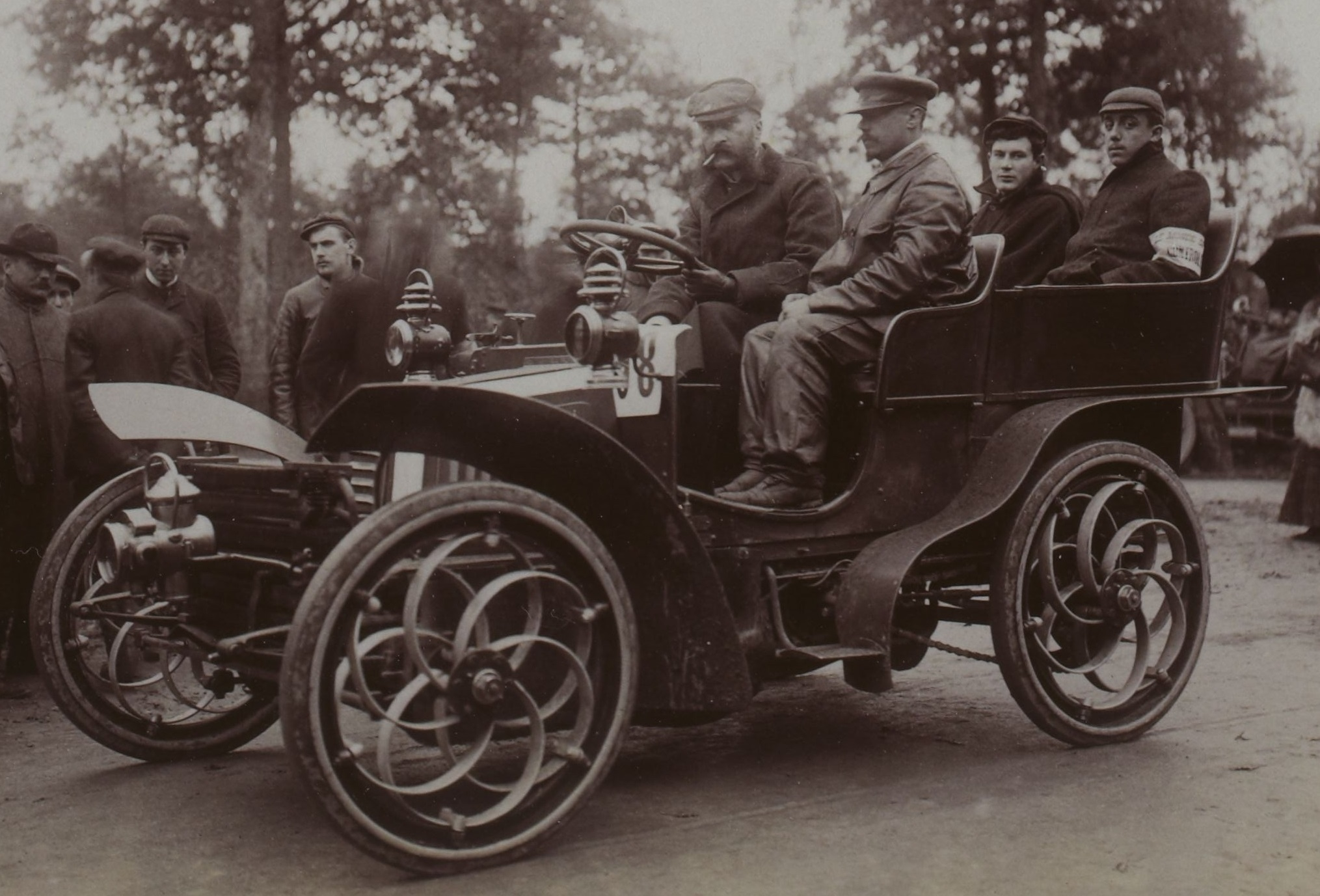
De Cadignan mit Bardon bei Le kilomètre et le mile à Dourdan (1903).

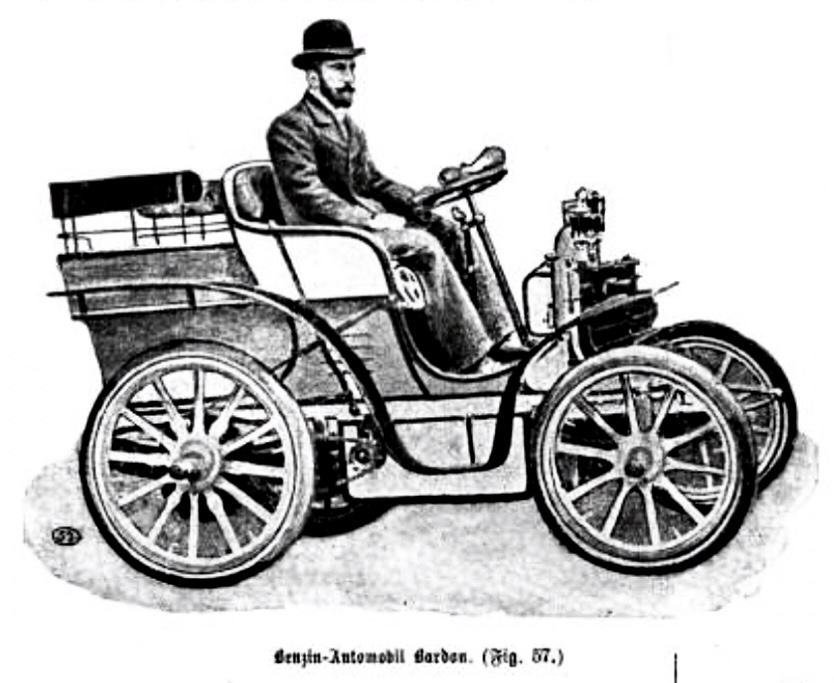
Bardon Typ B 4/5 CV um 1900

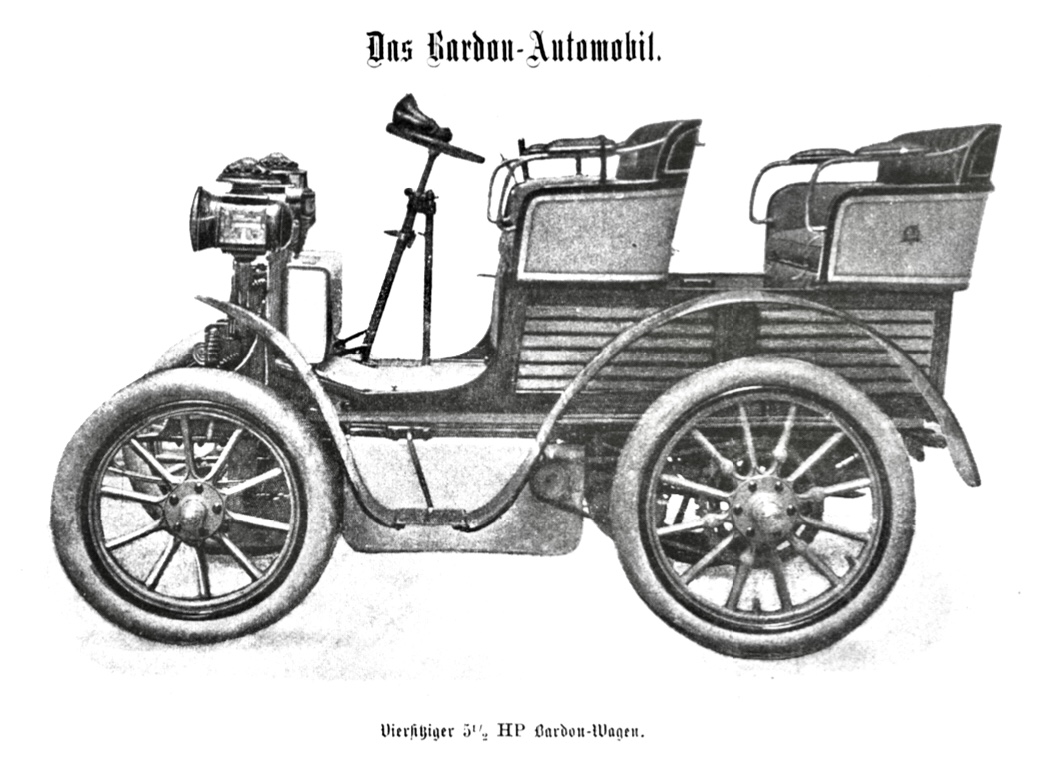
Bardon Typ B 4/5CV um 1900

Automobiles Bardon war ein französischer Hersteller von Automobilen.

## Unternehmensgeschichte
Louis Bardon gründete 1899 in Puteaux das Unternehmen SA des Automobiles et Traction (Système Bardon) und begann mit der Produktion von Automobilen. 1901 erfolgte die Umbenennung in Automobiles Bardon. 1903 übernahm der Automobilhersteller Georges Richard aus Paris das Unternehmen. Damit endete die Produktion von Automobiles Bardon. Insgesamt entstanden einige Dutzend Fahrzeuge.

## Modelle
Das erste Modell 4/5 CV, mit der internen Typenbezeichnung B, besaß wie die Fahrzeuge von Gobron-Brillié einen Gegenkolben-Einzylindermotor, der in Fahrzeugmitte unterhalb der Bodenbretter angeordnet war und seine Leistung von 5,5 PS bei 1000/min über ein Dreiganggetriebe und Kettenantrieb auf die Hinterräder abgab. Der Motor hatte einen Hubraum von 608 cm³  mit einer Bohrung von 88 mm bei 100 mm Hub. Bei einem Radstand von 196 cm und einer Spurbreite von 118 cm betrug die Fahrzeuglänge 285 cm und die Fahrzeugbreite 144 cm. Das Fahrzeuggewicht lag bei 642 kg, wovon 280 kg auf der Vorderachse lagen und 362 kg auf der Hinterachse. Die Höchstgeschwindigkeit lag bei 35 km/h. Die Bereifung vorn hatte einen Durchmesser von 650 mm bei einer Breite von 65 mm, hinten 870 mm mit 90 mm Breite. Der Tankinhalt fasste 15 Liter.
Bardon präsentierte 1901 auf dem Mondial de l’Automobile in Paris zwei Einzylindermodelle, deren wassergekühlte Motoren 7 PS bzw. 10 PS leisteten.
1902 kam das Modell 7/10 CV mit Zweizylindermotor und Kardanantrieb dazu. Außerdem wurden Lastwagen produziert.
Drei Fahrzeuge dieses Herstellers haben überlebt. Eines ist in der Cité de l’Automobile in Mülhausen zu besichtigen, ein anderes in der Shuttleworth Collection im englischen Biggleswade.